# Diocesi di Zella
La diocesi di Zella (in latino Dioecesis Zellensis) è una sede soppressa e sede titolare della Chiesa cattolica.

## Storia
Zella, nell'odierna Tunisia, è un'antica sede episcopale della provincia romana di Bizacena.
Sono tre i vescovi attribuiti a questa diocesi. Natalico partecipò al concilio di Cabarsussi, tenuto nel 393 dai massimianisti, setta dissidente dei donatisti, e ne sottoscrisse la lettera sinodale; i massimianisti sostenevano la candidatura di Massimiano sulla sede di Cartagine, contro quella di Primiano. Lo stesso vescovo, lasciata la setta dei massimianisti, fu presente alla conferenza di Cartagine del 411, che vide riuniti assieme i vescovi cattolici e donatisti dell'Africa romana. In questa conferenza il vescovo cattolico era Donaziano, che è probabilmente da identificare con l'omonimo vescovo menzionato senza indicazione della sede di appartenenza nella lista di un concilio celebrato in una località sconosciuta della Bizacena il 24 febbraio 418.
Altro vescovo noto di Zella è Mizonio, che, in quanto primate di Bizacena, sottoscrisse in seconda posizione, dopo Aurelio di Cartagine, gli atti della prima sessione del concilio cartaginese dell'agosto 397. Lo stesso vescovo fu destinatario di una lettera del concilio cartaginese del 23 agosto 405. Mizonio morì poco prima della conferenza del 411, dove è ancora vivo il suo ricordo.
Dal 1933 Zella è annoverata tra le sedi vescovili titolari della Chiesa cattolica; dal 6 febbraio 2025 l'arcivescovo, titolo personale, titolare, è Samuele Sangalli, segretario aggiunto del Dicastero per l'evangelizzazione.

## Cronotassi

### Vescovi
- Natalico † (prima del 393 - dopo il 411) (vescovo donatista)

- Mizonio † (prima del 397 - prima del 411 deceduto)
- Donaziano † (prima del 411 - dopo il 418 ?)

### Vescovi titolari
- Franz Brazys, M.I.C. † (22 dicembre 1964 - 9 giugno 1967 deceduto)
- Cesare Zacchi † (16 settembre 1967 - 24 maggio 1974 nominato arcivescovo titolare di Maura)
- Angelo Acerbi (22 giugno 1974 - 7 dicembre 2024 nominato cardinale diacono dei Santi Angeli Custodi a Città Giardino)
- Samuele Sangalli, dal 6 febbraio 2025